# Res (droit romain)
Pour les articles homonymes, voir Res et Chose.
En droit romain la res est ce qui n'est ni une personne ni une action. Gaius les présente dans ses Institutes comme divisées en deux catégories : corporelles ou incorporelles. Le contenu qu'il donne à chacune de ces catégories traduit une opposition entre les jura, en quantité potentiellement infinie et qui ressortent tous du domaine de l'incorporel, et les corpora qui constituent le sujet passif - c'est-à-dire l'objet - de ces jura.
La notion de res romaine a largement influencé les droits continentaux subséquents. Parce qu'elle désigne primitivement en un sens très large " ce dont il est question" et plus particulièrement l'affaire judiciaire, la cause, la notion est souvent confondue avec celle de chose en droit français ; toutefois cette correspondance donne lieu à de nombreuses controverses en tant qu'il n'est pas certain en droit français que les droits soient de l'ordre des choses, auquel cas ils pourraient eux-mêmes faire l'objet de droits, de même qu'il n'est pas certain que la notion romaine de jura corresponde la notion moderne de droits comprise en un sens subjectif puisque les servitudes romaines qui n'ont pas pour sujet actif des persona mais des praedia  sont qualifiées de jura praediorum. Cette ambiguïté donne lieu notamment à la controverse doctrinale relative à la propriété des droits.

## Divisions des choses en droit romain
Dans le langage juridique et employé dans son sens technique le mot res désigne une catégorie d'objets étudiés par le jus entendu comme art de rendre à chacun ce qui lui est dû. Cette catégorie englobe tout ce qui n'est pas une personne ni une action. Les actions sont en effet définies positivement comme une source de droit par les jurisconsultes romains.
Telle est la signification que Gaius et Justinien attribuent au mot res quand ils disent « omne jus quo utimur, vel ad personas pertinet, vel ad res, vel ad actiones », « Tout notre droit se rapporte soit aux personnes, soit aux res, soit aux actions ».
La res désigne donc une catégorie négative et ouverte, mais elle ne se distingue pas nécessairement de la personne comme l'objet se distingue du sujet. Son caractère actif ou passif semble relatif à la nature spécifique du lien de droit qu'elle entretient avec une autre res ou avec une persona. 
En droit romain on distingue les res de plusieurs manières : 
- la summa divisio proposée par Gaius concerne les choses corporelles et incorporelles : de rebus corporalibus et incorporatibus
- Les res corporales font l'objet de plusieurs distinctions, soit selon la nature des droits dont ils peuvent faire l'objet, soit selon leur nature physique.
- Selon la nature des droits dont ils peuvent faire l'objet :
  - dans le commerce et hors du commerce : res quarum commercium non est ; c'est-à-dire les choses qui ne peuvent faire l'objet d'actes juridiques.
    - hors commerce : les choses communes (res communis) : res communes omnium vel communia omnium, comme l'air et l'eau.
    - hors commerce : les choses publiques (res publicae) : res publicae populi romani vel publica ce sont les choses appartenant en propre à l'Etat romain.
    - hors commerce : les biens des corporations : res universitatis ;
    - hors commerce : les choses de droit divin : res divini juris ; qui se répartissent en res sacrae, res religiosae et res sanctae ;

  - dans le patrimoine et hors du patrimoine : res in patrimonio, res extra patrimonium ou res nullius/ derelictae ;
  - res mancipi et nec mancipi c'est-à-dire distinguées selon que leur aliénation soit soumise au respect de la procédure de mancipatio (division héritée de l'époque archaïque, abrogée par Justinien) ;
- Selon leur nature physique :
  - selon leur nature simple ou composée. Parmi les corps composés, certains ont leurs parties physiquement jointes (corpora ex coharentibus), d'autres non (corpora ex distantibus).
  - selon le genre ou l'espèce : res quae functionem reci piunt in genere genera quantitates ; res quae pondere numero vel mensura constant ; res quœ functionem recipiunt in specie ;
  - selon leur caractère consomptible et ou non consomptible : Res quae usu consumuntur ; res quae sunt in abusu vel in abusu consistunt ;
    - une distinction s’opère parmi les immeubles entre praedia rustica et praedia urbana ;
    - une distinction s’opère parmi les immeubles entre fonds italiques et fonds provinciaux ;
    - une distinction s’opère parfois parmi les meubles entre êtres inanimés et êtres animés ;

  - selon leur caractère divisible ou indivisible : dividua vel individua ;
  - principales et accessoires (accesiones). Le sol est toujours considéré comme le principal (superficie solo cedit).

Une chose est dite dans le commerce lorsqu'elle est susceptible de faire l'objet d'un droit de la part des particuliers, dans le cas contraire elle est hors du commerce. En principe toutes les choses sont dans le commerce telle étant leur destination naturelle. Une chose n'est hors du commerce qu'en vertu d'une disposition spéciale. Les choses communes sont celles que la nature a destinées à l'usage de tous les hommes et qui partant ne sauraient appartenir en propre à un seul individu ; ces choses sont au nombre de quatre à savoir l'air, l'eau courante ; la mer et les rivages de la mer (estran) — aer, aqua profluens, mare et per hoc littora maris.
Les choses publiques — res publicae — sont les biens appartenant à l'État et abandonnés par lui à l'usage de tous ses membres donc hors commerce. Les rives d'un fleuve ne sont publiques qu'en ce qui concerne leur usage ; tout citoyen peut donc se servir de la rive ainsi que des arbres qui s'y trouvent, mais la propriété de la rive et de ces arbres n'appartient pas moins aux riverains. C'est que la rive d'un fleuve n'est pas comme le rivage de la mer (l'estran) un accessoire du cours d'eau elle constitue une portion de terre indépendante mais dont l'usage est indispensable aux besoins de la navigation.
Outre les biens affectés à l'usage de tous ses membres, l'État en a d'autres dont comme tout particulier il se réserve lui même l'usage — patrimonium populi vel fisci — il est évident que ces biens sont pleinement dans le commerce.
Les biens des corporations — res universitatis — sont placés hors du commerce mais sous la même condition que ceux de l'État, c'est-à-dire s'ils ont été destinés à l'usage de tous les membres de la corporation à défaut de quoi ils sont dans le commerce.
Une chose est dite dans le patrimoine quand elle peut être dite in bonis, c'est-à-dire constituer un bien pour cette personne ; sinon elle est hors du patrimoine res extra patrimonium ou res nullius. Une chose est dans le patrimoine lorsqu'elle est la propriété d'une personne juridique.
L'importance de la division induite par le mancipatio était capitale dans l'ancien droit romain. En général les res mancipi étaient plus fortement protégées par la loi, leur aliénation s'effectuait d'après des formes plus rigoureuses et peut être dans les premiers temps donnaient elles seules lieu à une revendication. Sous le bas-empire cette division fondamentale s'évanouit et Justinien l'abolit d'une manière expresse. Il parait qu'originairement la propriété des res mancipi était la seule reconnue puisque res nec mancipi (pour mancipii) signifie choses ne donnant pas lieu à la propriété. L'accent est mis sur l'agriculture, activité principale de la société archaïque romaine. Étaient res mancipi les immeubles italiques, bâtiments comme fonds de terre à l'exclusion des immeubles provinciaux qui n'étaient pas même susceptibles de propriété privée. À titre d'accessoires des héritages étaient pareillement des res mancipi, les servitudes rurales mais non les servitudes urbaines ou personnelles, les bêtes de somme et de trait ainsi que les esclaves. Étaient res nec mancipi tous les objets mobiliers inanimés fussent ils relatifs à l'agriculture, puis les animaux domestiques autres que les bêtes de somme ou de trait, enfin les animaux sauvages.
L'intérêt de la division entre choses de genre et d'espèce recoupe celle de la distinction entre les choses fongibles et non fongibles. L'importance de ces divisions dans la théorie des obligations est capital. Le débiteur d'une chose non fongible est tenu de remettre l'individu déterminé qui fait l'objet de son obligation et ne peut offrir en paiement aucun autre ; le débiteur d'une chose fongible est libre d'acquitter sa dette en payant un objet quelconque du même genre. D'autre part dans le premier cas le débiteur est libéré par la perte fortuite de la chose due, cette circonstance rendant l'exécution de son obligation matériellement impossible, tandis que dans le second, la perte accidentelle de certaines choses comprises dans le genre convenu ne dispense aucunement le débiteur d'exécuter son obligation, exécution qui est toujours possible puisque tous les individus d'un genre ne sauraient disparaître en même. 
Sont consomptibles les choses dont la substance s'altère par l'usage. Sont non consomptibles celles dont on peut se servir sans que leur substance vienne à changer. L'importance de la division est faible ; elle se réduit à ceci que l'usufruit et le prêt à usage ou commodat ne peuvent porter que sur des choses non consomptibles par la raison que l'usufruitier et le commodataire sont obligés après avoir usé de restituer en nature les objets reçus.